# 真鶴 (千鳥型水雷艇)
|                               | |
| 艦歴                          | |
| 計画                          | 昭和6年度計画（①計画） |
| 起工                          | 1931年12月22日 |
| 進水                          | 1933年7月11日 |
| 就役                          | 1934年1月31日竣工 |
| その後                        | 1945年3月1日米空母艦載機の空爆により沈没                                                                                     |
| 除籍                          | 1945年5月10日 |
| 要目（竣工時→復原性能改善後） | |
| 排水量                        | 基準：535英トン 公試：615トン → 772トン                                                                                      |
| 全長                          | 82.00m |
| 全幅                          | 7.40m（バルジを除く） |
| 吃水                          | 2.00 → 2.30m |
| 機関                          | ロ号艦本式缶2基 艦本式タービン2基 2軸、11,000馬力                                                                            |
| 速力                          | 30.0ノット → 28ノット |
| 航続距離                      | 14ノットで3,000海里 |
| 燃料                          | 重油：120トン |
| 乗員                          | 不明 → 120名 |
| 兵装 （竣工時）               | 50口径12.7センチ連装砲1基 同単装砲1基 13mm機銃1挺 53センチ連装魚雷発射管2基4門 （魚雷8本） 爆雷投射機1基 爆雷 単艦式大掃海具 |
| 兵装 （1935年）               | 45口径三年式12センチ単装砲3基 13mm機銃1挺 53センチ魚雷連装発射管1基2門 （魚雷2本） 爆雷投射機1基 爆雷 単艦式大掃海具         |

真鶴（眞鶴、まなづる）は、日本海軍の水雷艇。千鳥型の2番艇である。ロンドン軍縮条約の影響によりミニ駆逐艦ともいえるほど重武装の艦艇であったが、同型艇「友鶴」が演習中転覆するという友鶴事件を引き起こし、改善工事を実施した。艇名としては隼型水雷艇の3番艇「真鶴」に続いて2代目。

## 艇歴
1931年（昭和6年）12月22日に藤永田造船所で起工。1932年（昭和7年）8月1日、真鶴と命名され、水雷艇に類別。 1933年（昭和8年）7月11日進水。1934年（昭和9年）1月31日に竣工し、佐世保鎮守府籍に編入され同型艇「千鳥」と第21水雷隊を編成。
1934年3月に3番艇「友鶴」が荒天のため転覆し、殉職者72名を含む総数100名の犠牲者を出すという事故（友鶴事件）が起こった。当日の「真鶴」は夜襲訓練に参加するため集合水域に指定された寺島水道に到達したが、機関の復水機が故障を起こし、現地での応急修理のために訓練に参加できず難を逃れた。調査の結果、千鳥型を含む藤本喜久雄造船少将が設計していた艦は復原性の不足が指摘され、すでに完成していた3隻を含めた完成艦は改善工事が行われた（工事の内容は「千鳥」を参照）。
1935年（昭和10年）に第四艦隊事件が起き、千鳥型も1936年（昭和11年）8月から11月にかけて改善工事が行われた。詳細は明らかでないが他艦ほど大きな問題にはならなかったようである。ただ速力は更に低下し27ノットほどだったと言われる。
1936年（昭和11年）12月に第21水雷隊を同型艇4隻で編成し中国方面へ進出、上陸支援や封鎖作戦などに従事した。太平洋戦争開戦後、緒戦は南方の攻略作戦を支援、その後は船団護衛などに従事した。大戦の終盤まで活躍したものの、1945年（昭和20年）3月1日に那覇で米空母艦載機の爆撃により沈没。同年5月10日に除籍。

## 歴代艇長
艤装員長
- 篠原弘 少佐：1933年9月30日[7] -

水雷艇長
- 篠原弘 少佐：1934年1月31日[8] - 1934年11月15日[9]
- 塚本守太郎 大尉：1934年11月15日[9] - 1935年10月21日[10]
- 岩橋透 大尉：1935年10月21日[10] - 1936年9月19日[11]
- （兼）林幸市 大尉：1936年9月19日[11] - 1936年12月1日[12]
- 堤恭三 少佐：1936年12月1日[12] - 1938年3月26日[13]
- 緒方友兄 少佐：1938年3月26日[13] - 1938年12月15日[14]
- （兼）稲葉通宗 少佐：1938年12月15日[14] - 1939年3月20日[15]
- 肝付正明 大尉：1939年3月20日[15] - 1940年10月15日[16]
- 平田正明 大尉：1940年10月15日[17] - 1941年9月20日[18]
- 青野重郎 大尉：1941年9月20日[18] -